# Коло, Тава
Тава Коло (фр. Tava Colo; 22 декабря 1902 — 1 мая 2021) — неверифицированная французская долгожительница. Если её возраст верен то её возраст составлял на момент смерти 118 лет 130 дней.

## Биография
Согласно личным документам, она родилась 22 декабря 1902 года в Майотте. У неё были две дочери от первого мужа (обе скончались в октябре 2017). Также она имеет 9 внуков, 40 правнуков и 53 праправнука, которые часто посещали её. Её внучки, которые прозвали её «Коко» («бабушка»), рассказывали, что у неё было несколько мужей, однако она с ними разводилась, когда те не принимали её детей.
С 2010 года она прикована к постели. В сентябре 2017 года её посетила министр здравоохранения Франции Аньез Бузин. Когда Коло попросили раскрыть секрет её долголетия, она ответила, что она уважает всех и заботится о себе.
После смерти японской долгожительницы Тиё Мияко 22 июля 2018 года она стала одним из кандидатов на титул старейшего живущего человека. Однако её документов оказалось недостаточно, и титул получила Канэ Танака, которая на одиннадцать дней младше.
В последнее время Тава Коло проживала с одним из своих внуков в Пассаменти, её родной деревне, расположенной в коммуне Мамудзу.
Тава Коло умерла 1 мая 2021 года, в возрасте 118 лет 130 дней.